# Grappenhall and Thelwall
Grappenwall and Thelwall ist eine Gemeinde (civil parish) in der englischen Unitary Authority Warrington in der Region North West England. Im Jahr 2022 zählte sie 9.640 Einwohner. Die Gemeinde entstand 1936 durch die Vereinigung der civil parishes Grappenhall und Thelwall. Beide Orte sind Vorstädte des nordwestlich gelegenen Warrington.